# CD117
Mast/stem cell growth factor receptor (SCFR), aussi connue sous les noms de proto-oncogene c-Kit, tyrosine-protein kinase Kit ou CD117, est une protéine, codée chez les Humains par le gène KIT situé sur le chromosome 4 humain. De multiples variants de transcription codant différents isoformes ont été trouvés pour ce gène.
KIT a été décrit en premier par le biochimiste allemand Axel Ullrich en 1987 comme l’homologue cellulaire de l’oncogène viral de sarcome félin v-kit.

## Marqueur de surface cellulaire
Les molécules dites classe de différenciation (CD) sont des marqueurs des surfaces cellulaires, tels que les reconnaissent des jeux spécifiques d'anticorps utilisés pour identifier le type de cellule, l'étape de différenciation et l'activité d'une cellule. CD117 est un important marqueur des surfaces cellulaires utilisés pour identifier certains types de cellules souches multipotentes hématopoïétiques dans la moelle osseuse. Spécifiquement, les cellules souches hématopoïétiques (hematopoietic stem cells, HSC), les cellules souches multipotentes (multipotent progenitors, MPP), et les précurseurs de la lignée myéloïde CFU-GEMM (common myeloid progenitors, CMP) expriment CD117 à de hauts niveaux. 
C’est aussi un marqueur des cellules souches de la prostate chez la souris. Les mastocytes, les mélanocytes dans la peau, et les cellules interstitielles de Cajal de l’appareil digestif humain expriment aussi CD117.

## Fonction
CD117 est un récepteur de cytokines (en) exprimés sur les surfaces des cellules souches hématopoïétiques comme d’autres types cellulaires. Des formes altérées de ce récepteur peuvent être associées à certains types de cancer. CD117 est un récepteur à activité tyrosine-kinase de type III qui lie le Stem Cell Factor (un facteur de croissance des cellules souches, appartenant à la famille des cytokines), aussi connu en anglais sous le nom de « steel factor » ou de « c-kit ligand ». Lorsque ce récepteur lie le stem cell factor (SCF), il forme alors un dimère de protéine (en) qui active son activité protéine-kinase intrinsèque, qui à son tour phosphoryle et active des molécules de transduction du signal qui propagent ce signal dans la cellule. La transduction de signal par CD117 joue un rôle dans la survie, la prolifération et la différenciation cellulaire.

## Mobilisation
Les cellules souches hématopoïétiques sont normalement présentes dans le sang à de faibles niveaux. La mobilisation est le processus par lequel les cellules souches multipotentes migrent de la moelle osseuse dans la circulation sanguine, augmentant ainsi leur nombre dans le sang. La mobilisation est utilisée comme une source de cellules souches hématopoïétiques pour la transplantation de moelle (par cytaphérèse). La voie de signalisation par CD117 est impliquée dans la mobilisation.
Le Filgrastim (Granulocyte Colony-Stimulating Factor ou G-CSF) est le principal médicament utilisé pour stimuler la mobilisation (comme le filgrastim). Le G-CSF active indirectement CD117. Des agonistes directs de CD117 sont actuellement développés comme agents de la mobilisation.

## En médecine
Une mutation du gène est retrouvée très fréquemment dans les mastocytoses et les tumeurs stromales gastro-intestinales, résultant le plus souvent en gain en activité.

## Cible thérapeutique
Le masitinib est un inhibiteur spécifique du KIT. L'imatinib inhibe le c-KIT mais aussi le PDGFR.

## Interactions
Il a été montré que CD117 interagit avec :
- APS[8],
- BCR (en)[9],
- CD63 (en)[10],
- CD81 (en)[10],
- CD9 (en)[10],
- CRK (gene) (en)[11],
- CRKL (en)[12],[13]
- DOK1 (en)[14],
- FES (en)[15],
- GRB10 (en)[16],
- Grb2 (en)[17],[18],[19],
- KITLG[20],[21],
- LNK[22],
- LYN[14],[23],
- MATK (en)[24],[25],
- MPDZ (en)[26],
- PIK3R1 (en)[12],[17],[27],
- PTPN11[28],[29],
- PTPN6 (en)[29],[30],
- STAT1 (en)[31],
- SOCS1[17],
- SOCS6 (en)[32],
- SRC[33] et
- TEC (en)[34].